# Xanthorhoe superpositaria
Xanthorhoe superpositaria är en fjärilsart som beskrevs av Louis Beethoven Prout 1914. Xanthorhoe superpositaria ingår i släktet Xanthorhoe och familjen mätare. Inga underarter finns listade i Catalogue of Life.